# Гюнтер XIV фон Кефернбург
Гюнтер XIV фон Кефернбург „Млади“ (на немски: Gunther XIV (XXIV) von Kafernburg; † между 25 юли 1385 и 26 юли 1386, манастир Св. Катарина, Синай) е последният граф на Кефернбург (1376 – 1385) при Арнщат.

## Произход
Той е син на Георг I фон Кефернбург-Илменау († 1376) и съпругата му София фон Шварцбург († 1392), дъщеря на германския крал Гюнтер XXI фон Шварцбург-Бланкенбург († 1349) и Елизабет фон Хонщайн-Клетенберг († 1380), дъщеря на граф Хайнрих IV фон Хонщайн-Клетенберг. Внук е на граф Гюнтер XII фон Кефернбург († 1368/1371) и първата му съпруга Лорета фон Епщайн († 1351/1353). Гюнтер XIV има две неомъжени сестри София († 1393) и Мехтилд († 1393).
Родителите му се разделят преди 17 ноември 1357 г. Майка му се омъжва втори път през 1357 г. за граф Фридрих II фон Орламюнде († 1368), трети път сл. 1368 г. за граф Хайнрих XI фон Щолберг († 1377/1378) и четвърти път 1377 г. за Йохан II фон Шварцбург-Вахсенбург († 1407).
Графовете фон Кефернбург произлизат от Зицоните. Родът изчезва през 1385 г. През 1343 г. Кефернбургите продават град Илменау на Хенебергите.
Гюнтер XIV фон Кефернбург умира между 25 юли 1385 и 26 юли 1386 г. в Синайския манастир и е погребан в Георгентал.

## Фамилия
Гюнтер XIV фон Кефернбург се жени ок. 21 август 1379 г. за Маргарета/Мехтилд фон Мансфелд († ок. 1387/1399), дъщеря на Албрехт I фон Мансфелд († 1361/1362) и Хелена фон Шварцбург († 1382), дъщеря на граф Хайнрих IX (VIII) фон Шварцбург († 1358) и Хелена фон Шауенбург († 1341). Те нямат деца.
Вдовицата му Маргарета/Мехтилд фон Мансфелд се омъжва втори път пр. 1399 г. за Гебхард фон Шраплау-Алслебен († 1415), син на граф Бурхард IX 'Млади' фон Ветин († сл. 1365).